# ماهی‌خورک گوش‌آبی
 ماهی‌خورک گوش‌آبی (نام علمی: Alcedo meninting) نام یک گونه از تیره ماهی‌خورک‌های رودخانه‌ای است.